# IC 674
IC 674 — галактика типу Sab (компактна витягнута галактика) у сузір'ї Велика Ведмедиця.
Цей об'єкт міститься в оригінальній редакції індексного каталогу.